# Liliane Montevecchi
Liliane Montevecchi (París, 13 de octubre de 1932-Nueva York, 29 de junio de 2018) fue una actriz y cantante francesa, de raíces franco-italianas, que alternó su carrera entre Francia y los Estados Unidos.

## Biografía
Montevecchi se aficionó al ballet a la edad de 9 años. Con solo 18 años comenzó su carrera como primera bailarina de la Compañía de Roland Petit. A inicios de los años 50 se trasladó a Hollywood, donde terminó firmando con la compañía MGM, que la contrató para papeles secundarios de películas como The Glass Slipper ("La zapatilla de cristal", 1955, Leslie Caron) y Daddy Long Legs ("Papá, piernas largas", 1955, Leslie Caron), The Sad Sack ("El recluta", 1957, con Jerry Lewis), y King Creole ("El barrio contra mí", 1958, con Elvis Presley). Montevecchi reemplazó a Colette Brosset en la revista musical La Plume de Ma Tante en Broadway (1958).
Sus primeras intervenciones en televisión son de fines de los años 50 en series como Playhouse 90 y Adventures in Paradise (1959). Sigue apareciendo tanto en programas y series relacionadas con su papel de actriz como en entrevistas. 
Destacó como Vedette en el Folies Bergère (1972-1977), compañía con la que viajó por el mundo entero. En los 80 triunfó en Broadway, y alcanzó la fama entre la crítica y el público por su papel como "Lilaine La Fleur" en el musical Nine (1982), ganando los premios Tony Award y Drama Desk Award, como mejor actriz de Musical. Montevecchi consiguió el papel de "Solange LaFitte" en la producción Follies in Concert en el Avery Fisher Hall (1985). Protagonizó a "Elizaveta Grushinskaya" en el Grand Hotel (1989), por el que fue nominada a los premios Tony como mejor actriz (1990).
Montevecchi ha aparecido en papel muy secundario de las películas Wall Street (1987) y How to Lose a Guy in 10 Days (Cómo perder a un chico en 10 días, 2003). También ha ofrecido conciertos en el Carnegie Hall y el Lincoln Center y ha hecho giras con su espectáculo semiautobiográfico On the Boulevard y Back on the Boulevards. Su álbum On the Boulevard fue lanzado por Jay Records en 1998. En 1999, sustituye a Eartha Kitt como la bruja del espectáculo El Mago de Oz, coprotagonizado por Mickey Rooney (el mago) y Jessica Grove (Dorothy). El mismo papel desempeña en el Madison Square Garden. Interpretó el papel de Mistinguett en una obra Jérôme Savary en la Ópera Cómica (2001).
En 2007, en el Seattle, Washington, Montevecchi retornó exitosamente a la interpretación como "Madame ZinZanni" en el Teatro ZinZanni.  Repitió actuaciones en teatro en 2009 (mismo papel), 2011 y 2012 (show Bonsoir Liliane, junto a Kevin Kent).